# Christian Harbulot
Christian Harbulot, né le 19 décembre 1952 à Verdun (Meuse), est un stratégiste français spécialiste en intelligence économique. Il est directeur de l'École de guerre économique et directeur associé du cabinet de conseil Spin Partners, spécialisé en intelligence économique et lobbying.

## Biographie

### Jeunesse et études
Christian Harbulot est cousin par son père d'Hervé Brusini. Il effectue sa scolarité lycéenne au lycée de Châlons-sur-Marne.
Il est élève au Centre universitaire d'études politiques (CUEP) de l'université de Nancy, qui permet un transfert à l'Institut d'études politiques de Paris. Il est diplômé de la section Politique économique et sociale en 1975. Il suit également une licence d'histoire à Paris-VII qu'il valide en 1976, et est titulaire en 1980 d'un DEA d'analyse comparée des systèmes politiques (Paris-I) sous la direction de Maurice Duverger,.

### Parcours militant
Militant de la Cause du peuple à Nancy, il monte à Paris à l'automne 1973 où il est très actif sur le campus de Jussieu. Il participe le 1er novembre, dans une salle paroissiale de la rue Royale à Versailles, à la « réunion des chrysanthèmes » qui marque la dissolution de l'organisation maoïste,.
Rallié ensuite aux Noyaux armés pour l'autonomie populaire (NAPAP) qui revendiquent l'assassinat, le 23 mars 1977, de Jean-Antoine Tramoni, le vigile de Renault responsable de la mort de Pierre Overney le 25 février 1972, il est arrêté le 3 décembre au cours de l'enquête qui s'ensuit. Défendu par le futur ministre Roland Dumas, il est finalement libéré le 12 novembre 1978 et obtient successivement deux non-lieux.

### Parcours professionnel
Cette section ne s'appuie pas, ou pas assez, sur des sources secondaires ou tertiaires indépendantes du sujet. Le texte peut contenir des analyses inexactes ou inédites de sources primaires.
Pour l'améliorer, ajoutez-en, ou placez des modèles {{Source secondaire souhaitée}} ou {{Source secondaire nécessaire}} sur les passages mal sourcés. (juin 2023)
Pendant les douze mois suivants, il fait son service militaire en Champagne dans la cavalerie, au 503e régiment de chars de combat de Mourmelon.[réf. nécessaire]
En 1982, il obtient un poste d'enseignant en histoire-géographie à l'École alsacienne, qu'il quitte en 1986. C'est dans cette école qu'il fait la connaissance du général Alain Gaigneron de Marolles, qui était un parent d'élève.
En 1990, il est directeur des relations extérieures de l'ADITECH (future ADIT, Agence pour la diffusion de l'information technologique). Remarqué par le Premier ministre Édith Cresson à la suite de la publication de son livre Techniques offensives et guerre économique, il devient conseiller personnel d'Henri Martre, président du groupe Intelligence économique et stratégie des entreprises au Commissariat général du Plan (1992-1994), et participe à la rédaction du rapport Martre qui pose les fondements de l'intelligence économique en France. Recruté par le Groupe Défense conseil international, il est nommé directeur des opérations de sa filiale Intelco. Il a également participé à plusieurs autres rapports parmi lesquels La Guerre de l'information (étude commanditée par la Délégation générale pour l'Armement).
Depuis 1997, il assure la direction de l'École de guerre économique, qu'il a créée avec le général (cr) Jean Pichot-Duclos au sein de l'École supérieure libre des sciences commerciales appliquées (ESLSCA).
Le 12 mars 2008, il est élevé au grade de lieutenant-colonel de réserve par le ministre de la Défense, et chargé de cours en intelligence économique au profit de l’état-major de l’armée de terre.
Il fait également partie du comité de rédaction du site Infoguerre.
Depuis 2015, il est le porte parole de l'Initiative pour la défense de l’économie européenne (IDÉE).
En 2018, il crée l'École de pensée sur la guerre économique avec Éric Delbecque, Ali Laïdi, Nicolas Moinet et Olivier de Maison Rouge.

## Œuvres
Il est l'auteur de nombreux ouvrages dont :
- Il nous faut des espions, 1988, sous le pseudonyme de Marc Elhias (avec Laurent Nodinot).
- La machine de guerre économique, Economica, octobre 1992[18].
- La France doit dire non, Plon, mars 1999 (avec le Général (cr) Jean Pichot-Duclos).
- La guerre cognitive, Lavauzelle, mai 2002 (avec Didier Lucas).
- La main invisible des puissances, Ellipses, juin 2005.
- Les chemins de la puissance (dir.), Éditions Tatamis, 2007.
- La guerre économique, PUF, 2011 (avec Éric Delbecque).
- Manuel d'intelligence économique, PUF, 2012 (coordinateur de l'ouvrage).
- Sabordage, comment la France détruit sa puissance, éditions François Bourin, 2014.
- Techniques offensives et guerre économique, éditions La Bourdonnaye, 2014.
- Manuel de l'intelligence économique, PUF, 2015 - 2ème édition (coordinateur de l'ouvrage).
- Les fabricants d'intox, La guerre mondialisée des propagandes, Lemieux, 2016[19].
- Le Nationalisme économique américain, VA Press, 2017.
- L'art de la guerre économique, Va Press, 2018
- Sous la dir. de Pierre-Yves Rougeyron[20], Pourquoi combattre ?, Editions Perspectives Libres, Paris, Janvier 2019  (ISBN 979-10-90742-48-2).
- Manuel d'intelligence économique, PUF, 2019 - 3ème édition (coordinateur de l'ouvrage).
- Guerre économique : qui est l'ennemi ?, Christian Harbulot, Lucie Laurent, Nicolas Moinet, Collectif, Nouveau Monde, 5 Octobre 2022 ,  (ISBN 9782380943207)

Il a participé à d'autres ouvrages collectifs :
- Didier Lucas, La France a-t-elle une stratégie de puissance économique ? , 23 juin 2004, Lavauzelle (sous la direction de)